# 키블 저울

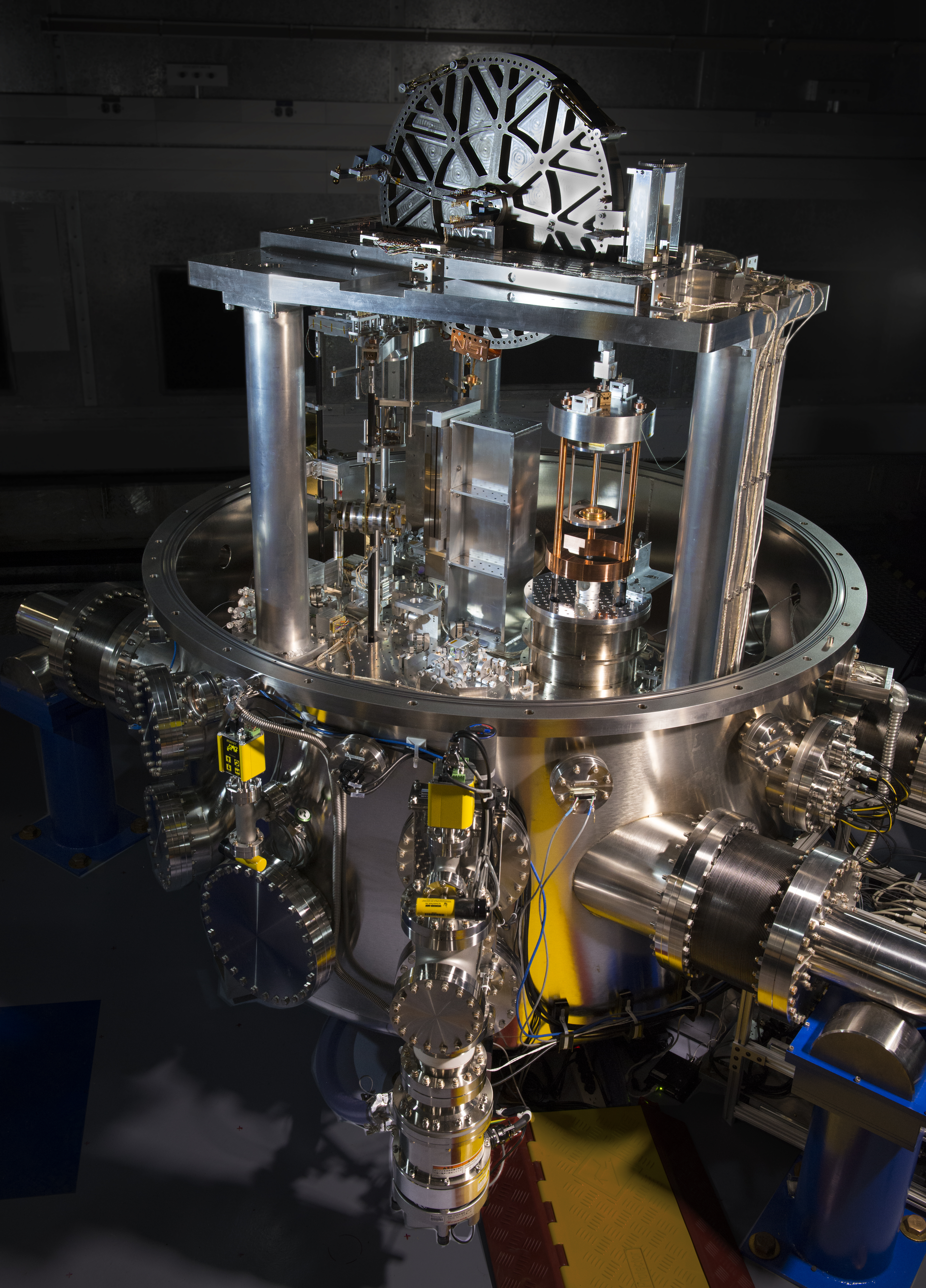
NIST-4 키블 저울. 2015년 상반기에 본격 가동을 시작하였는데, 플랑크 상수를 10억분의 13의 정밀도로 측정하여, 2019년의 킬로그램에 대한 재정의를 지원하기에 충분한 정밀도를 보여주었다.

키블 저울 또는 와트 저울은 어떤 물체의 무게에 해당하는 전기력을 생성하는 데 필요한 전류 및 전압을 매우 정밀하게 측정하여 어떤 물체의 무게를 매우 정확하게 측정하는 전기기계식 측정 장치이다.  질량의 단위인 킬로그램을 물리학의 기본 상수에 기초하는 새로운 정의인 '전자 킬로그램' 또는 '전기 킬로그램'으로 구현할 수 있도록 해주는 도량형 계측기이다.
와트 저울이라는 명칭은 시험 질량의 무게가 와트의 단위로 측정되는 전류와 전압의 곱에 비례한다는 사실에서 유래한다. 와트 저울의 발명가인 브라이언 키블이 사망 한 2 개월 후인 2016년 6월, 국제 도량형 위원회, 단위 자문 위원회의 계측학자들이 그를 기념하여 기계의 명칭을 키블 저울로 개명하기로 합의하였다.
1889년 이래로 킬로그램의 정의는 국제 킬로그램 원기(IPK)로 알려진 물리적인 물체를 기반으로 하였다. 2013년에는 기존의 정의를 키블 저울의 사용에 기초하는 새로운 정의로 대체하기 위한 정밀도 기준이, 국제 도량형 총회 (CGPM)에서 합의되었다. 이러한 기준이 달성되자, 국제 도량형 총회에서는 2018년 11월 16일 만장일치로, 기존의 킬로그램 단위 및 기타 단위의 정의를 변경하여 2019년 5월 20일 세계 계측의 날에 발효시키는 것으로 결정하였다.

## 설계

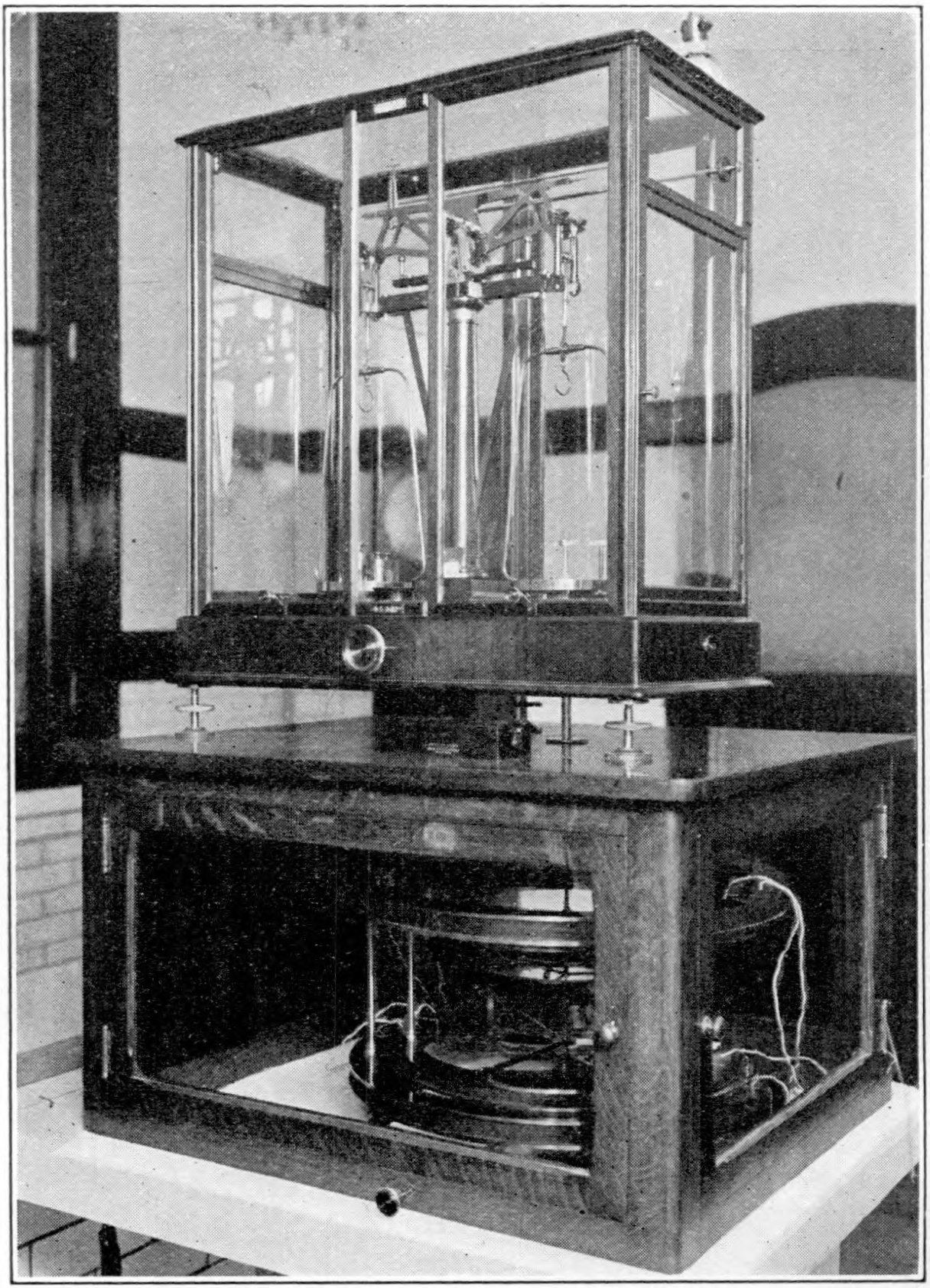
1927년 미국 국립 표준기술 연구소 (현재 NIST)의 고정밀 암페어 저울. 전류 코일은 저울 아래에서 오른쪽 저울 팔에 부착된 것으로 보인다. 키블 저울은 암페어 저울이 개량된 것이다.

키블 저울은 두개의 통전 코일 사이의 힘을 측정하여 전류의 크기를 계산하는 초기의 전류 측정 장비인 암페어 저울이 더욱 정확하게 개량된 것이다. 이 새로운 기계에서는 저울이 반대의 의미로 사용된다. 즉, "국제 킬로그램 원기나 물리적 물체에 의존하지 않는 질량의 측정"을 위하여, 코일의 전류가 플랑크 상수에 대한 새로운 표준 정의를 이용하여 측정된다. 키블 저울에 의하여 물체의 무게가 정해지면, 중력계를 이용하여 국지적인 중력 (중력과 원심 효과를 결합한 순 가속도)을 정확하게 측정함으로써, 질량을 계산할 수 있다. 즉, 물체의 질량("전자 질량")이 전류와 전압으로부터 후술하는 바와 같이 결정된다.

## 유래
키블 저울에 사용된 원리는 1975년 자기회전비율의 측정을 위해 영국 국립 물리학 연구소 (NPL)의 브라이언 키블에 의해 제안되었다.
암페어 저울 방법의 가장 큰 약점은 코일 치수의 정확도에 따라 결과가 달라진다는 점이었다. 키블 저울의 방법에서는 부정확성의 주요 원인인 코일의 기하학적 형상의 영향을 제거하는 교정 단계가 추가되어 있다. 이 교정 단계는 1990년부터 수행되었는데, 전기력 코일을 세기가 알려져 있는 자속(Magnetic flux) 내에서 일정한 속도로 이동시킨다.
키블 저울은 영국의 국립 물리학 연구소 (National Physical Laboratory)에서 기원하였는데, 2009년 캐나다 국립 연구위원회 (National Research Council of Canada, NRC)로 이전되었고, 장비에 대한 개량이 두 연구소의 과학자에 의하여 지속되었다. 2014년 NRC 연구원은 플랑크 상수 값에 대하여 1.8  ×10-8 의 정밀도로 발표하였는데 이는 당시로서는 가장 정밀한 측정 값이다. 2017년 5월 발표된 NRC 연구원에 의한 최종 논문에서는, 9.1 ppb(십억분의 1)의 정밀도로 현재까지 가장 높은 정밀도의 플랑크 상수 측정치가 제시되었다. 이외에도 미국 국립 표준 기술 연구소 (NIST), 스위스 베른의 스위스 계측 학회 (METAS), 파리 근교의 국제 도량형국(BIPM) 및 프랑스 트라프의 국립 도량형 연구소 (LNE)에서 키블 저울을 이용하여 실험을 하고 있다.

## 원리
강도 B 의 자기장 내에서 수직으로 전류 I를 흘리는 길이 L의  도선에는 이들 변수의 곱에 해당하는 로렌츠 힘이 작용한다. 키블 저울에서는, 이 힘이 표준 질량 m 의 무게 w에 해당하도록 전류를 변화시킨다. 이러한 원리는 암페어 저울에서 유래된 것이다. 한편 무게 w는 질량 m에 지역의 중력 가속도 g를 곱한 값으로 주어진다. 따라서 저울에서 전자기장에 의한 힘과 중력에 의한 힘이 평형상태를 이루면 아래 식이 성립한다.
{\displaystyle w=mg=BLI}
키블 저울에서는 두 번째 교정 단계를 수행하여 자기장의 세기 B 와 도선의 길이 L 을 측정하여야 하는 문제를 제거한다. 동일한 와이어 (실제로는 코일)를 속도 v에서 위와 동일한 자기장 내부에서 통과 시키면, 패러데이의 전자기 유도 법칙에 의하여 BLv에 해당하는 전위차(전압)  즉,
{\displaystyle U=BLv}
에 해당하는 전압 U 가 전선의 양단에 발생한다.
위의 방정식을 결합하면 알려지지 않은 곱 BL이 제거되어,
{\displaystyle UI=mgv}
가 된다.
따라서, U, I, g 및 v를 정확하게 측정하면 m에 대한 정확한 값을 얻을 수 있다.
한편 위 방정식의 좌변은 전압과 전류의 곱이고, 우변은 중력에 의한 힘과 속도의 곱으로, 양변은 일률(power)의 차원을 가지며 국제 단위계 (SI, International System of Units)의 단위에서는 와트가 된다. 키블 저울의 원래 이름인 "와트 저울"은 여기에서 유래한다.

## 측정
전류 및 전압에 대한 정밀한 값은 조셉슨 상수 및 폰 클리칭 상수를 이용하여 측정된다. 조셉슨 상수 및 폰 클리칭 상수에는 플랑크 상수 h가 포함되어 있다.
- 조셉슨 상수: {\displaystyle K_{J}=2e/h}

- 폰 클리칭 상수: {\displaystyle R_{K}=h/e^{2}}

따라서 위의 방법에 의하여 구해지는 전자 킬로그램의 값은, 미터가 광속에 의하여 정의되는 것과 마찬가지로, 새롭게 합의되어 정해진 플랑크 상수의 값에 의존하게 된다. 이 경우 전류와 전압은 SI 단위로 측정되고 키블 저울은 질량을 측정하는 계기가 된다. 매우 상당한 시간과 돈을 키블 저울에 투자한 실험실에서는 종전에 국제 킬로그램 원기(IPK)를 통해 플랑크  상수를 측정 한 것과 동일한 정도의 정확도로 어떤 물체의 질량을 측정 할 수 있다.
키블 저울에 의하여 질량을 구하기 위해서는, UI를 측정하는 것 외에도, 실험실에서는 질량의 정의에 의존하지 않는 실험적 방법을 사용하여 v 와 g를 측정해야 한다. 질량 m 의 전체적인 정밀도는 U, I, v 및 g 의 측정 정밀도에 따라 달라진다. v 와 g를 매우 높은 정밀도로 측정하는 방법은 이미 있으므로, 질량 측정의 불확실성은 키블 저울에 의하여 측정 된 값인 UI 의 측정에 의해 좌우된다.

## 같이 보기
- 구이 저울(Gouy balance)